# Illusion de Moïse
L'illusion de Moïse, aussi appelée « illusion sémantique », consiste pour les individus à ne pas relever les anomalies ou incohérences dans des énoncés ou des questions, alors même qu'ils connaissent la vérité. Cette illusion tire son nom d'une question qui a été posée durant une expérience et qui mit en évidence que les individus peuvent ne pas percevoir une incohérence qui après coup est évidente,.

## Expérience
Ainsi, dans une expérience, parmi les participants auxquels furent posés entre autres la question « Combien d'animaux de chaque espèce Moïse a-t-il embarqué dans son arche ? », seule une infime minorité a été en mesure de déceler l'incohérence. En effet, ce n'est pas de Moïse, mais de Noé qu'il s'agit dans l'épisode de l'Arche de Noé. De plus, les participants s'étant trompés étaient davantage susceptibles d'être induits en erreur par la suite du fait de ces premières erreurs.

## Explication
Selon Daniel Kahneman, cette illusion est avant tout possible à cause du « système 1 », c'est-à-dire du raisonnement intuitif. À l'évocation des animaux et de l'arche, c'est le contexte biblique qui est évoqué. Or, Moïse fait partie du contexte biblique. De plus, les mots « Moïse » et « Noé » ont le même nombre de syllabes, une voyelle en commun et le son /m/ et /n/ sont assez proches. Toutes ces caractéristiques facilitent l'association et finalement la confusion,.